# Fanerozoico
| Supereón    | Eón Eonotema | Inicio (millones años) |
| ----------- | ------------ | ---------------------- |
|             | Fanerozoico  | 538,8 ±0,2             |
| Precámbrico | Proterozoico | 2500                   |
| Precámbrico | Arcaico      | 4031 ±3                |
| Precámbrico | Hádico       | ca. 4570               |

El Fanerozoico es el cuarto y último eón y eonotema de la escala temporal geológica que se extiende desde hace unos 539 millones de años hasta nuestros días. Sucede al eón Proterozoico del supereón Precámbrico, que abarca el tiempo restante desde la formación de la Tierra. Su nombre deriva del griego (φανερός phanerós «visible», ζῷον zôon «ser vivo») y significa «vida visible», refiriéndose al tamaño de los organismos que surgen en esta época. Mucho antes de este eón ya existía vida en la Tierra, sin embargo es durante este período cuando los organismos vivientes ya toman formas complejas, evolucionan y se diversifican ampliamente.

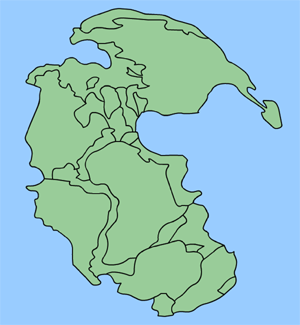
El supercontinente Pangea.

Geológicamente, el Fanerozoico se inicia poco después de la desintegración del supercontinente Pannotia. Con el tiempo, los continentes se vuelven a agrupar en otro supercontinente, Pangea. Por último, este se disgrega originando los continentes actuales.

## Límite Proterozoico-Fanerozoico
El límite Proterozoico- Fanerozoico está en unos 539 millones de años. En el siglo XIX, el límite se estableció en el momento de la aparición de los primeros fósiles animales abundantes (metazoos), pero se han identificado varios cientos de grupos (taxones) de metazoos del eón anterior, el Proterozoico, desde que comenzó el estudio sistemático de esas formas. en la década de 1950.

## Subdivisiones
El Fanerozoico se divide en tres eras y eratemas: Paleozoico, Mesozoico y Cenozoico, que antiguamente se denominaban, respectivamente, eras Primaria, Secundaria y Terciaria (el Cuaternario, una cuarta era, está hoy incluido en el Cenozoico como período).
| Eón         | Era        | Período     | Época         | Inicio (millones años) |
| ----------- | ---------- | ----------- | ------------- | ---------------------- |
| Fanerozoico | Cenozoico  | Cuaternario | Holoceno      | 0,0117                 |
| Fanerozoico | Cenozoico  | Cuaternario | Pleistoceno   | 2,58                   |
| Fanerozoico | Cenozoico  | Neógeno     | Plioceno      | 5,333                  |
| Fanerozoico | Cenozoico  | Neógeno     | Mioceno       | 23,04                  |
| Fanerozoico | Cenozoico  | Paleógeno   | Oligoceno     | 33,9                   |
| Fanerozoico | Cenozoico  | Paleógeno   | Eoceno        | 56,00                  |
| Fanerozoico | Cenozoico  | Paleógeno   | Paleoceno     | 66,00                  |
| Fanerozoico | Mesozoico  | Cretácico   |               | 143,1                  |
| Fanerozoico | Mesozoico  | Jurásico    | 201,4±0,2     |                        |
| Fanerozoico | Mesozoico  | Triásico    | 251,902±0,024 |                        |
| Fanerozoico | Paleozoico | Pérmico     |               | 298,9±0,15             |
| Fanerozoico | Paleozoico | Carbonífero | Pensilvánico  | 323,4±0,4              |
| Fanerozoico | Paleozoico | Carbonífero | Misisípico    | 358,86±0,19            |
| Fanerozoico | Paleozoico | Devónico    |               | 419,62±1,36            |
| Fanerozoico | Paleozoico | Silúrico    | 443,1±0,9     |                        |
| Fanerozoico | Paleozoico | Ordovícico  | 486,8 ±1,5    |                        |
| Fanerozoico | Paleozoico | Cámbrico    | 538,8±0,6     |                        |

## Eras del Fanerozoico
El Fanerozoico se divide en tres eras: Paleozoico, Mesozoico y Cenozoico, que se subdividen en 12 períodos. El Paleozoico presenta la evolución de peces, anfibios y reptiles. El Mesozoico presenta la evolución de lagartos, cocodrilos, serpientes, tortugas, mamíferos y dinosaurios (incluidas las aves). El Cenozoico comienza con la extinción de los dinosaurios no aviares y presenta una evolución de gran diversidad en aves y mamíferos. Los humanos aparecieron y evolucionaron durante la parte más reciente del Cenozoico.

### Era Paleozoico
El Paleozoico es un momento en la historia de la Tierra en el que evolucionaron formas de vida complejas, tomaron su primer aliento de oxígeno en tierra firme y cuando los precursores de toda la vida multicelular en la Tierra comenzaron a diversificarse. Hay seis períodos en el Paleozoico: Cámbrico, Ordovícico, Silúrico, Devónico, Carbonífero y Pérmico.

#### Período Cámbrico

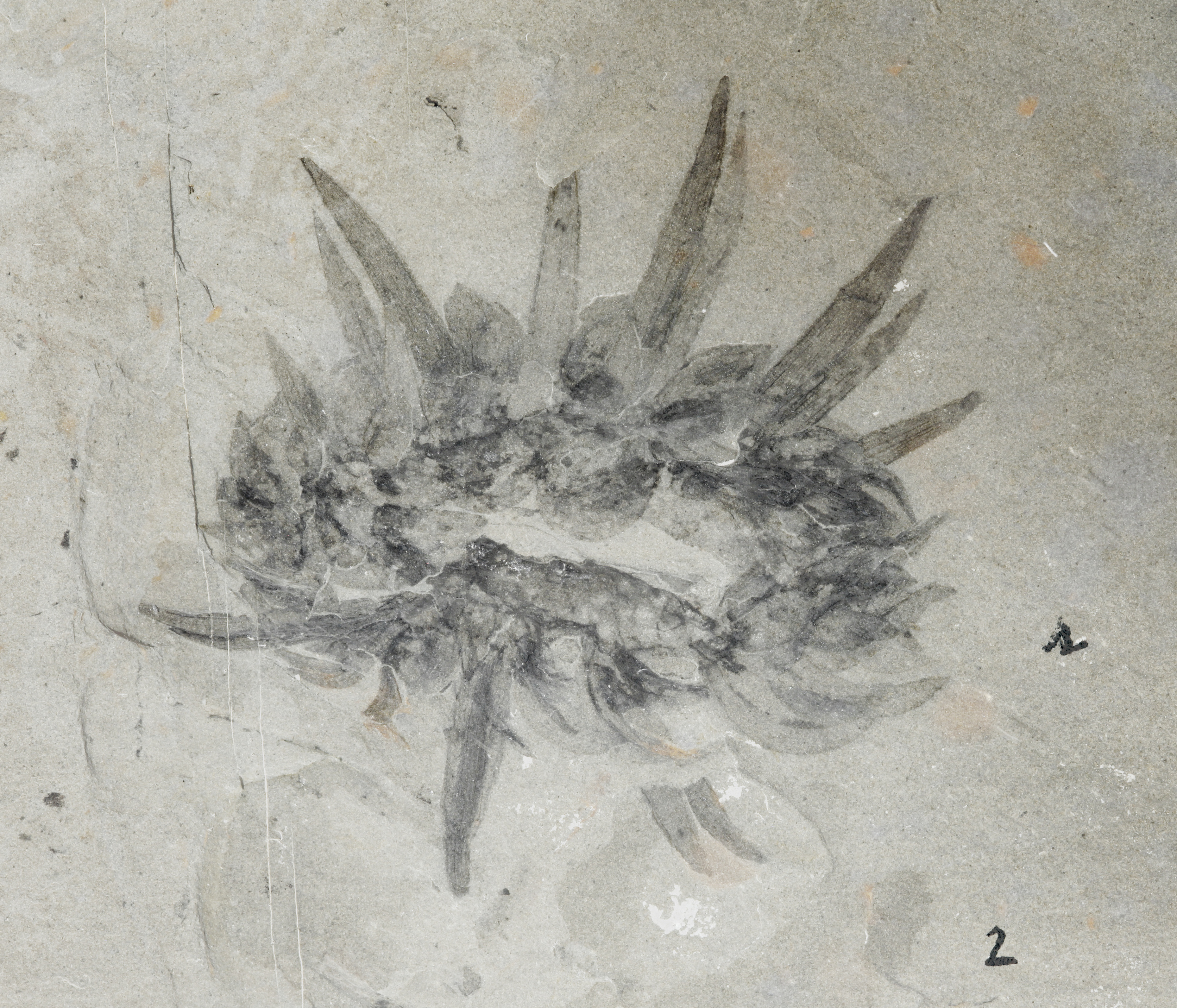
Fósil de Wiwaxia, un molusco del Cámbrico.

El Cámbrico es el primer período de la era Paleozoico y se extendió desde hace 538 millones a 485 millones de años. El Cámbrico provocó una rápida expansión en la diversidad de animales, en un suceso conocido como la explosión del Cámbrico, durante el cual la mayor cantidad de planes corporales de animales evolucionaron en un solo período en la historia de la Tierra. Las algas complejas evolucionaron y la fauna estuvo dominada por artrópodos acorazados, como los trilobites. Casi todos los filos de los animales marinos evolucionaron en este período. Durante este tiempo, el supercontinente Pannotia comenzó a desintegrarse, la mayoría de los cuales se recombinaron más tarde en el supercontinente Gondwana.

#### Período Ordovícico
El Ordovícico se extiende desde hace 485 millones a 444 millones de años. El Ordovícico fue una época en la historia de la Tierra en la que muchos grupos que aún prevalecen hoy evolucionaron o se diversificaron, como los cefalópodos primitivos, los peces y los corales. Este proceso se conoce como el Gran Evento de Biodiversificación del Ordovícico o GOBE. Los trilobites comenzaron a ser reemplazados por braquiópodos articulados, y los crinoideos también se convirtieron en una parte cada vez más importante de la fauna. Los primeros artrópodos se arrastraron a tierra para colonizar Gondwana, un continente vacío de vida animal. Al final del Ordovícico, Gondwana se había movido desde el Ecuador hasta el Polo Sur, y Laurentia había chocado con Baltica, cerrando el océano de Jápeto. La glaciación de Gondwana provocó un importante descenso del nivel del mar, acabando con toda la vida que se había establecido a lo largo de su costa. La glaciación provocó una casa de hielo en la Tierra, lo que llevó a la extinción Ordovícico-Silúrico, durante la cual el 60 % de los invertebrados marinos y el 25 % de las familias se extinguieron. Aunque fue una de las extinciones masivas más mortíferas en la historia de la tierra, la extinción del SO no provocó cambios ecológicos profundos entre los períodos.

#### Período Silúrico

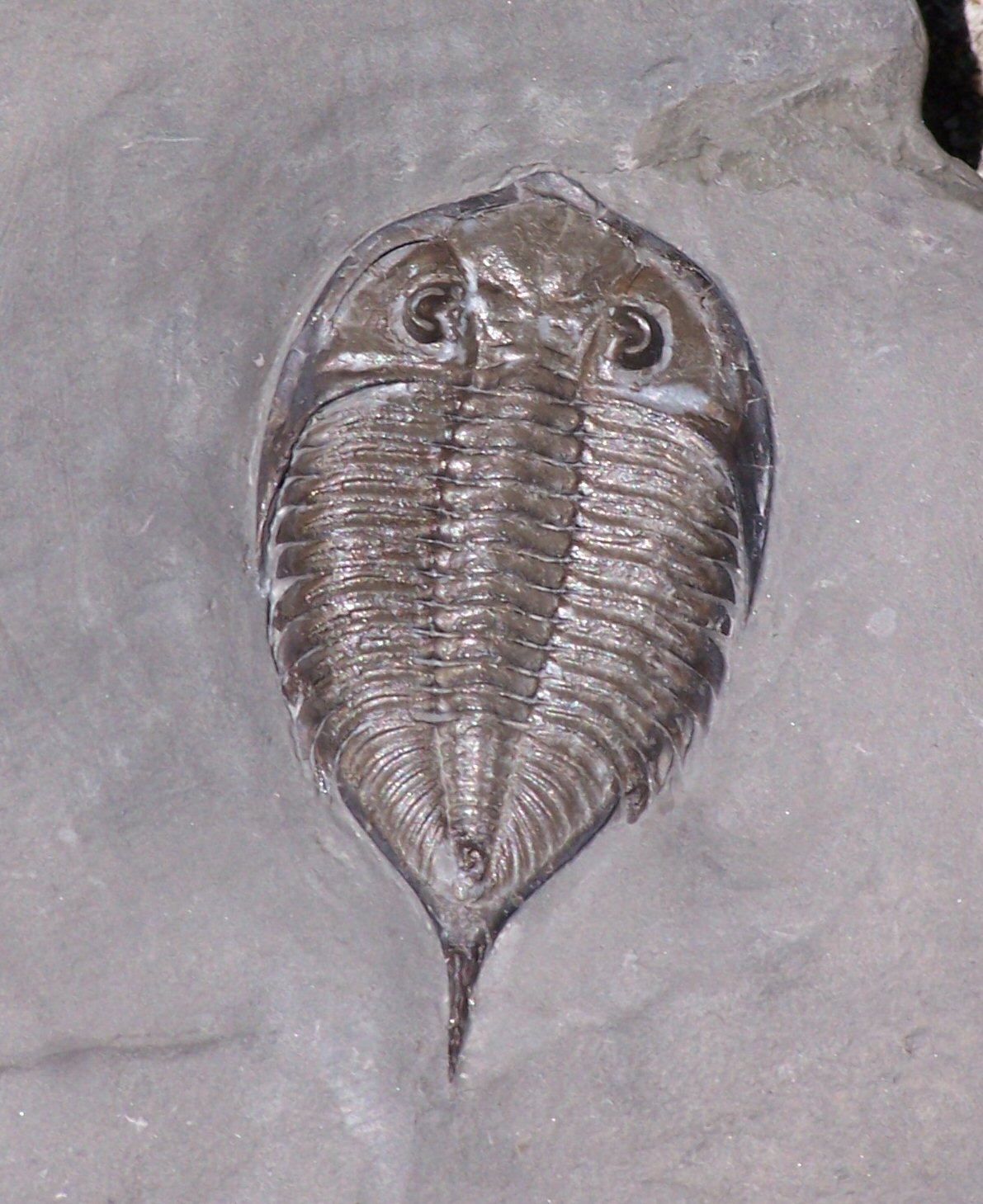
Dalmanites limulurus, una especie de trilobites silúricos.

El Silúrico se extiende desde hace 444 millones a 419 millones de años, que vio un calentamiento de la Tierra de una casa de hielo. Este período vio la evolución masiva de los peces, ya que los peces sin mandíbulas se volvieron más numerosos y los primeros peces con mandíbula y de agua dulce aparecieron en el registro fósil. Los artrópodos siguieron siendo abundantes y algunos grupos, como los euriptéridos, se convirtieron en depredadores ápice. La vida completamente terrestre se estableció en la tierra, incluidos los primeros arácnidos, hongos y miriápodos (artrópodos de muchas patas). La evolución de plantas vasculares como Cooksonia permitió que las plantas también se afianzaran en la tierra. Estas primeras plantas terrestres son las precursoras de toda la vida vegetal en la tierra. Durante este tiempo, había cuatro continentes: Gondwana (África, América del Sur, Australia, Antártida, India), Laurentia (América del Norte con partes de Europa), Báltica (el resto de Europa) y Siberia (Norte de Asia).

#### Período Devónico

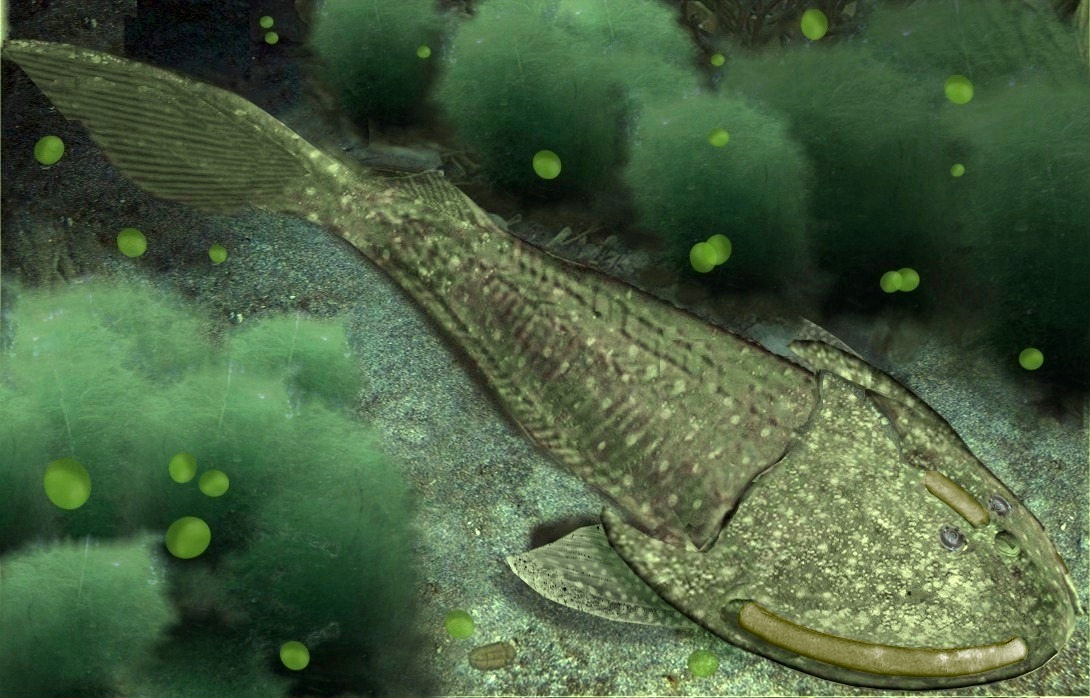
Cephalaspis, un pez sin mandíbulas

El Devónico se extiende desde hace 419 millones hasta 359 millones de años. También conocido informalmente como la "Edad de los peces", el Devónico presenta una gran diversificación de peces. Los peces con armadura incluían agnatos sin mandíbula, así como placodermos con mandíbula como Dunkleosteus. El Devónico también vio una diversificación de los grupos de peces modernos como los condrictios (tiburones y parientes), los osteictios (peces con aletas radiadas) y los sarcopterigios (peces con aletas lobulares). Un linaje de sarcopterigios evolucionó hasta convertirse en los primeros vertebrados de cuatro extremidades, que a la postre se convertirían en tetrápodos. En tierra, los grupos de plantas se diversificaron; los primeros árboles y semillas evolucionaron durante este período. En el Devónico medio, existían bosques arbustivos de plantas tempranas: lycophytes, Equisetales,  helechos y progymnosperm. Este suceso también permitió la diversificación de la vida de los artrópodos que aprovecharon el nuevo hábitat. Cerca del final del Devónico, el 70 % de todas las especies se extinguieron en una secuencia de acaecimientos de extinción masiva, conocidos colectivamente como la extinción masiva del Devónico.

#### Período Carbonífero

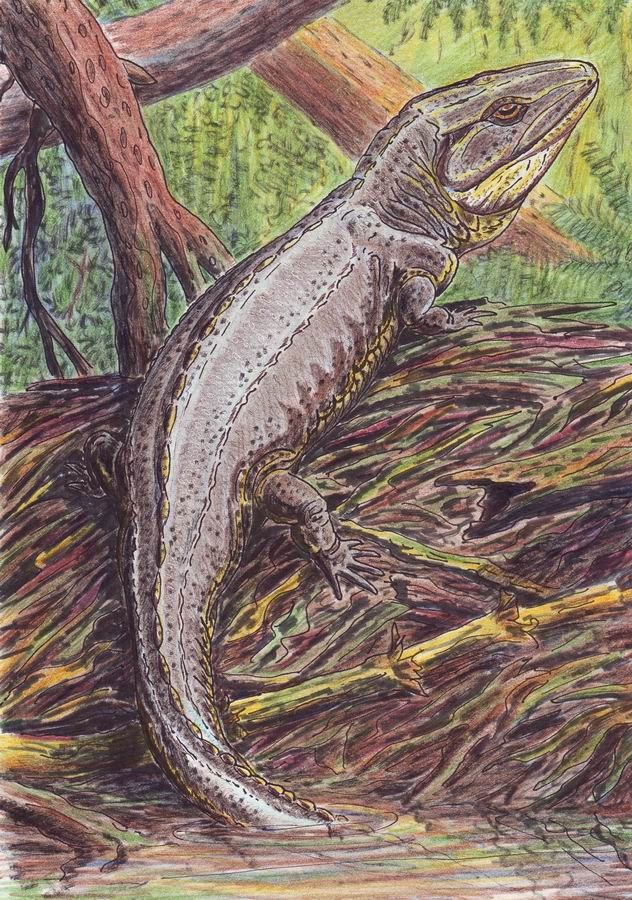
Proterogyrinus, un anfibio carbonífero (tetrápodono no amniote).

El Carbonífero se extiende desde hace 359 millones hasta 299 millones de años.  Los pantanos tropicales dominaban la Tierra, y las grandes cantidades de árboles crearon gran parte del carbono que se convirtió en depósitos de carbón (de ahí el nombre Carbonífero). Aproximadamente el 90% de todos los lechos de carbón se depositaron en los períodos Carbonífero y Pérmico, que representan solo el 2% de la historia geológica de la Tierra. Los altos niveles de oxígeno causados por estos pantanos proporcionaron más energía química que permitió a los artrópodos masivos, normalmente limitados en tamaño por sus sistemas respiratorios a proliferar. Los tetrápodos se diversificaron durante el Carbonífero y un linaje adquirió un huevo amniótico que podía sobrevivir fuera del agua. Estos tetrápodos, los amniotas, incluyeron los primeros reptiles y sinápsidos (parientes de los mamíferos). A lo largo del Carbonífero, hubo un patrón de enfriamiento, que finalmente condujo a la glaciación de Gondwana, ya que gran parte de ella estaba situada alrededor del polo sur. Este suceso fue conocido como la glaciación permocarbonífera y resultó en una pérdida importante de área para los bosques de carbón, el Colapso de la selva tropical del Carbonífero.

#### Período Pérmico

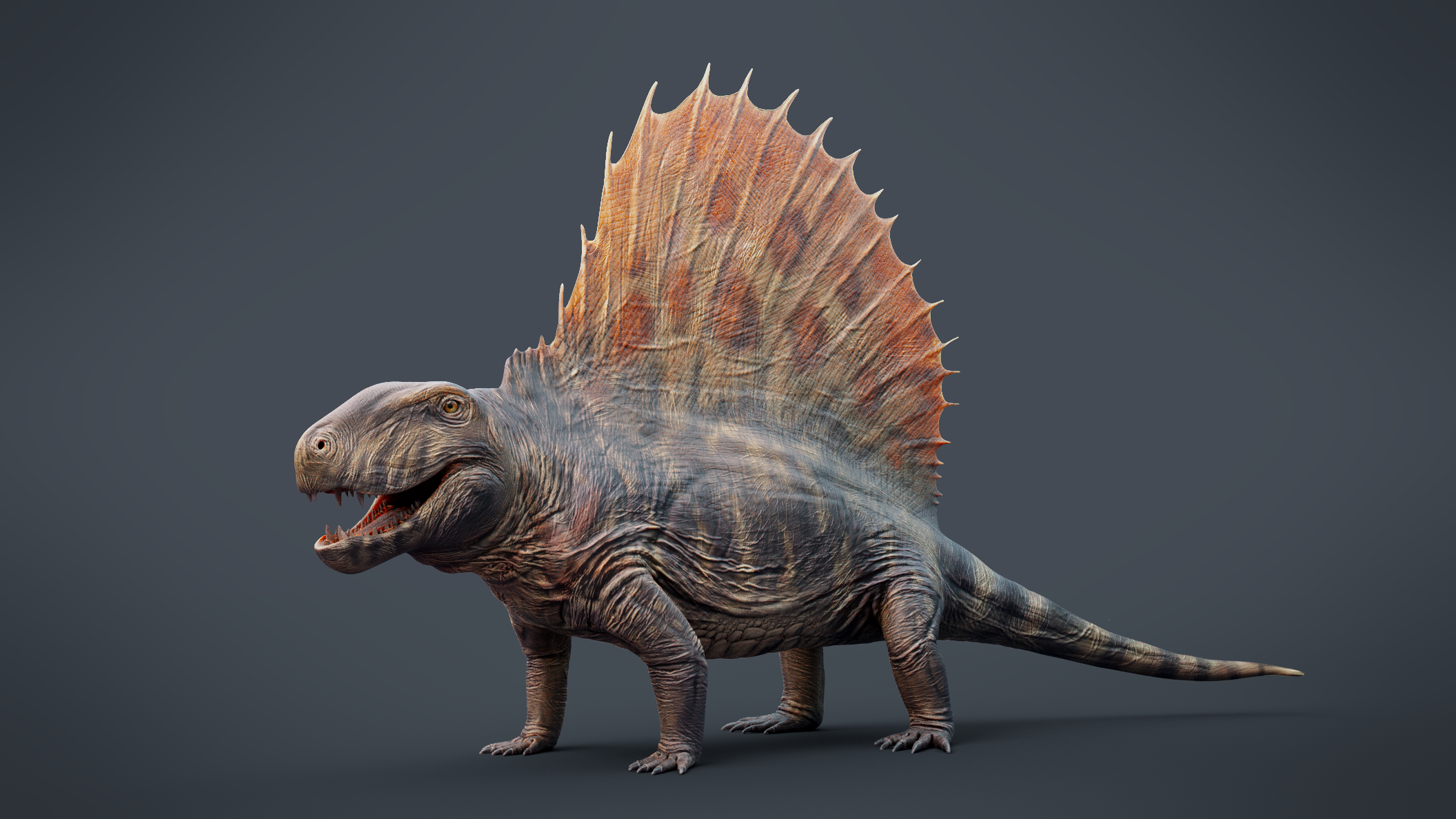
Dimetrodon grandis, un sinápsido del Pérmico temprano

El Pérmico se extiende desde hace 298 millones a 251 millones de años y fue el último período de la era Paleozoico. Al principio, todos los continentes se unieron para formar el supercontinente Pangea, rodeado por un océano llamado Pantalasa. La Tierra era relativamente seca en comparación con el Carbonífero, con estaciones duras, ya que el clima del interior de Pangea no estaba moderado por grandes masas de agua. Los amniotes florecieron y se diversificaron en el nuevo clima seco, particularmente sinápsidos como Dimetrodon, Edaphosaurus, y los antepasados de los mamíferos modernos. Las primeras coníferas evolucionaron durante este período, luego dominaron el paisaje terrestre. El Pérmico terminó con al menos una extinción masiva, la extinción masiva del Pérmico-Triásico, un suceso conocido a veces como "la Gran Mortandad". Esta extinción fue la más grande en la historia de la tierra y provocó la pérdida del 95 % de todas las especies de vida.

### Era Mesozoico
El Mesozoico comprende entre hace 252 millones y 66 millones de años. Coloquialmente conocido como "la era de los dinosaurios ", el Mesozoico presenta la aparición de muchos tetrápodos modernos, a medida que los reptiles ascienden al dominio ecológico sobre los sinápsidos. Hay tres períodos en el Mesozoico: Triásico, Jurásico y Cretácico.

#### Periodo Triásico
El Triásico comprende entre hace 252 millones y 201 millones de años. El Triásico es un tiempo de transición en la historia de la Tierra entre la Extinción Pérmica y el exuberante Período Jurásico. Tiene tres épocas principales: Triásico temprano, Triásico medio y Triásico tardío.

El Triásico temprano duró entre 252 millones y 247 millones de años atrás, y fue una época cálida y árida posterior a la Extinción Pérmica. Muchos tetrápodos durante esta época representaron una fauna de desastre, un grupo de animales con baja diversidad y cosmopolitismo (amplios rangos geográficos). Temnospondyli se recuperó y se volvió a diversificar en grandes depredadores acuáticos durante el Triásico. Los reptiles también se diversificaron rápidamente, con reptiles acuáticos como ictiosaurios y sauropterigios proliferando en los mares. En tierra, aparecieron los primeros arcosaurios verdaderos, incluidos los pseudosuquios (parientes de los cocodrilos) yavemetatarsalianos (parientes de aves / dinosaurios).

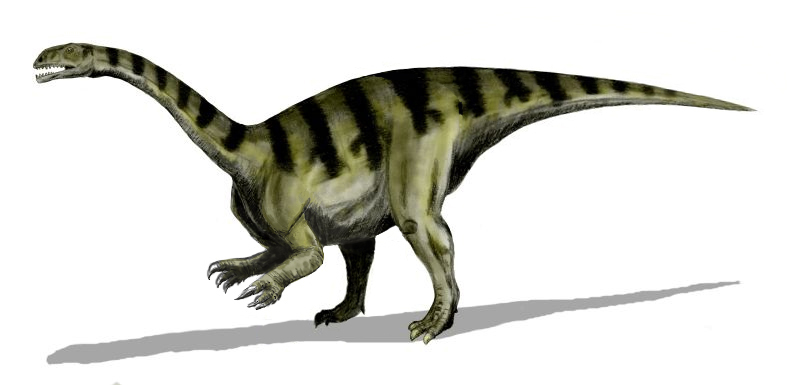
Plateosaurus, un dinosaurio sauropodomorfo temprano.

El Triásico medio se extiende desde hace 247 millones hasta 237 millones de años.  El Triásico medio presentó los comienzos de la desintegración de Pangea cuando la ruptura comenzó en el norte de Pangea. La parte boreal del océano Tetis, el océano paleo-Tetis, se había convertido en una cuenca pasiva, pero un centro de expansión estaba activo en la parte austral del océano Tetis, el océano neo-Tetis. El fitoplancton, los corales, los crustáceos y muchos otros invertebrados se recuperaron de la extinción del Pérmico a finales del Triásico medio. Mientras tanto, en tierra, los reptiles continuaron diversificándose, los bosques de coníferas florecieron, así como las primeras moscas.
El Triásico tardío se extiende desde hace 237 millones hasta 201 millones de años. Después del florecimiento del Triásico medio, el Triásico tardío fue cálido y árido, con un clima monzónico fuerte y con la mayor parte de las precipitaciones limitadas a las regiones costeras y latitudes altas. Los primeros dinosaurios verdaderos aparecieron a principios del Triásico tardío, y los pterosaurios evolucionaron un poco más tarde.  Otros grandes reptiles competidores de los dinosaurios fueron aniquilados por el evento de extinción Triásico-Jurásico, en el que la mayoría de los arcosaurios (excluidos los crocodilomorfos, pterosauriosy dinosaurios), muchos sinápsidos y casi todos los grandes anfibios se extinguieron, así como el 34 % de la vida marina en el cuarto episodio de extinción masiva. Se debate la causa de la extinción, pero probablemente se debió a las erupciones de la gran provincia ígnea CAMP.

#### Período Jurásico

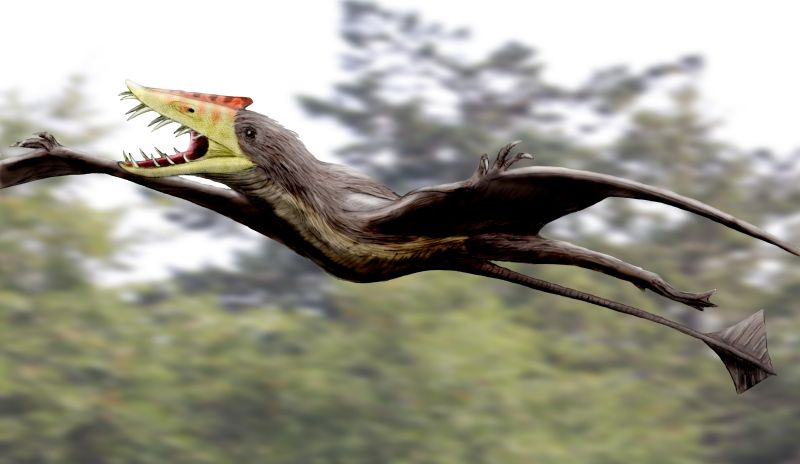
Sericipterus, un pterosaurio.

El Jurásico comprende entre 201 millones y 145 millones de años atrás, y presenta tres épocas principales: Jurásico temprano, Jurásico medio y Jurásico tardío.
La época del Jurásico temprano se extiende desde hace 201 millones a 174 millones de años. El clima era mucho más húmedo que durante el Triásico y, como resultado, el mundo era cálido y parcialmente tropical, aunque posiblemente con intervalos cortos más fríos. Los plesiosaurios, ictiosaurios y ammonites dominaban los mares, mientras que los dinosaurios y otros reptiles dominaban la tierra, con especies como Dilophosaurus en el ápice. Los crocodilomorfos evolucionaron hacia formas acuáticas, lo que llevó a los grandes anfibios al borde de la extinción. Los verdaderos mamíferos estuvieron presentes durante el Jurásico, pero permanecieron pequeños, con masas corporales promedio de menos de 10 kilogramos hasta el final del Cretácico.

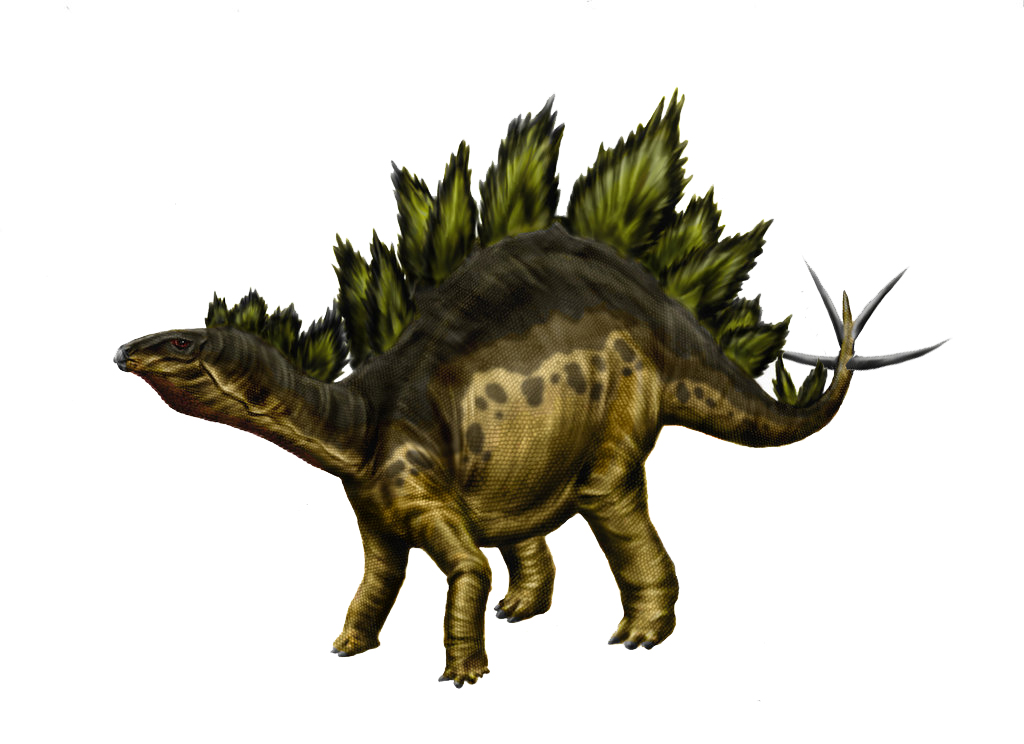
Stegosaurus, un gran dinosaurio ornitisquiano del Jurásico tardío

Las épocas del Jurásico medio y tardío abarcan desde hace 174 millones hasta 145 millones de años. Las sabanas de coníferas constituían una gran parte de los bosques del mundo.   En los océanos, los plesiosaurios eran bastante comunes y los ictiosaurios estaban floreciendo. [50] La época del Jurásico tardío se extiende desde hace 163 millones a 145 millones de años. El Jurásico tardío presentó una severa extinción de saurópodos en los continentes del norte, junto con muchos ictiosaurios. Sin embargo, el límite Jurásico-Cretácico no tuvo un impacto fuerte en la mayoría de las formas de vida.

#### Período Cretácico
El Cretácico es el período más largo del Fanerozoico y el último período del Mesozoico. Se extiende desde hace 145 millones a 66 millones de años, y se divide en dos épocas: Cretácico temprano y Cretácico tardío.

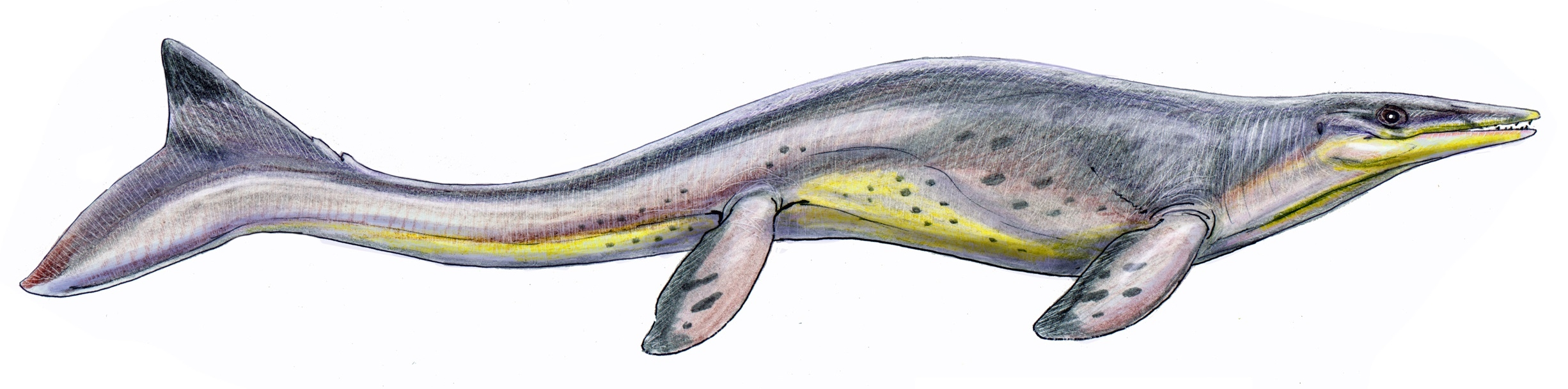
Tylosaurus, un tipo de gran lagarto marino conocido como mosasaurio

La época del Cretácico temprano se extiende desde hace 145 millones hasta 100 millones de años. Los dinosaurios continuaron siendo abundantes, con grupos como tiranosáuridos, avialanos (aves), marginocéfalos y ornitópodos que vieron destellos tempranos de éxito posterior. Otros tetrápodos, como los estegosaurios y los ictiosaurios, disminuyeron significativamente y los saurópodos se limitaron a los continentes del sur.
La época del Cretácico superior se extiende desde hace 100 millones hasta hace 66 millones de años. El Cretácico superior presentó una tendencia de enfriamiento que continuaría en la Era Cenozoica. Finalmente, el clima tropical se restringió al ecuador y las áreas más allá de las líneas tropicales presentaron climas más estacionales. Los dinosaurios todavía prosperaron a medida que nuevas especies como Tyrannosaurus, Ankylosaurus, Triceratops y hadrosaurs dominaban la red alimentaria. Se debate si los pterosaurios entraron o no en declive a medida que las aves irradiaban; sin embargo, muchas familias sobrevivieron hasta finales del Cretácico, junto a nuevas formas como el gigantesco Quetzalcoatlus. Los mamíferos se diversificaron a pesar de su pequeño tamaño, con metaterios (marsupiales y parientes) y euterios (placentarios y parientes) que se convirtieron en lo suyo. En los océanos, los mosasaurios se diversificaron para desempeñar el papel de los ahora extintos ictiosaurios, junto con enormes plesiosaurios tales como Elasmosaurios. Además, evolucionaron las primeras plantas con flores. Al final del Cretácico, las Trampas de Deccan y otras erupciones volcánicas estaban envenenando la atmósfera. Mientras esto continuaba, se cree que un gran meteoro se estrelló contra la Tierra, creando el cráter Chicxulub y el suceso conocido como la extinción K – Pg, el quinto y más reciente episodio de extinción masiva, durante el cual el 75 % de la vida en la Tierra se extinguió, incluidos todos los dinosaurios no aviares. Todo ser vivo con una masa corporal de más de 10 kilogramos se extinguió y la era de los dinosaurios llegó a su fin.

### Era Cenozoico
El Cenozoico se destacó por el surgimiento de los mamíferos como la clase dominante de animales, ya que el final de la era de los dinosaurios dejó importantes nichos abiertos. Hay tres divisiones del Cenozoico: Paleógeno, Neógeno y Cuaternario.

#### Período Paleógeno
El Paleógeno se extiende desde la extinción de los dinosaurios no aviares, hace unos 66 millones de años, hasta los albores del Neógeno hace 23 millones de años. Presenta tres épocas: Paleoceno, Eoceno y Oligoceno.

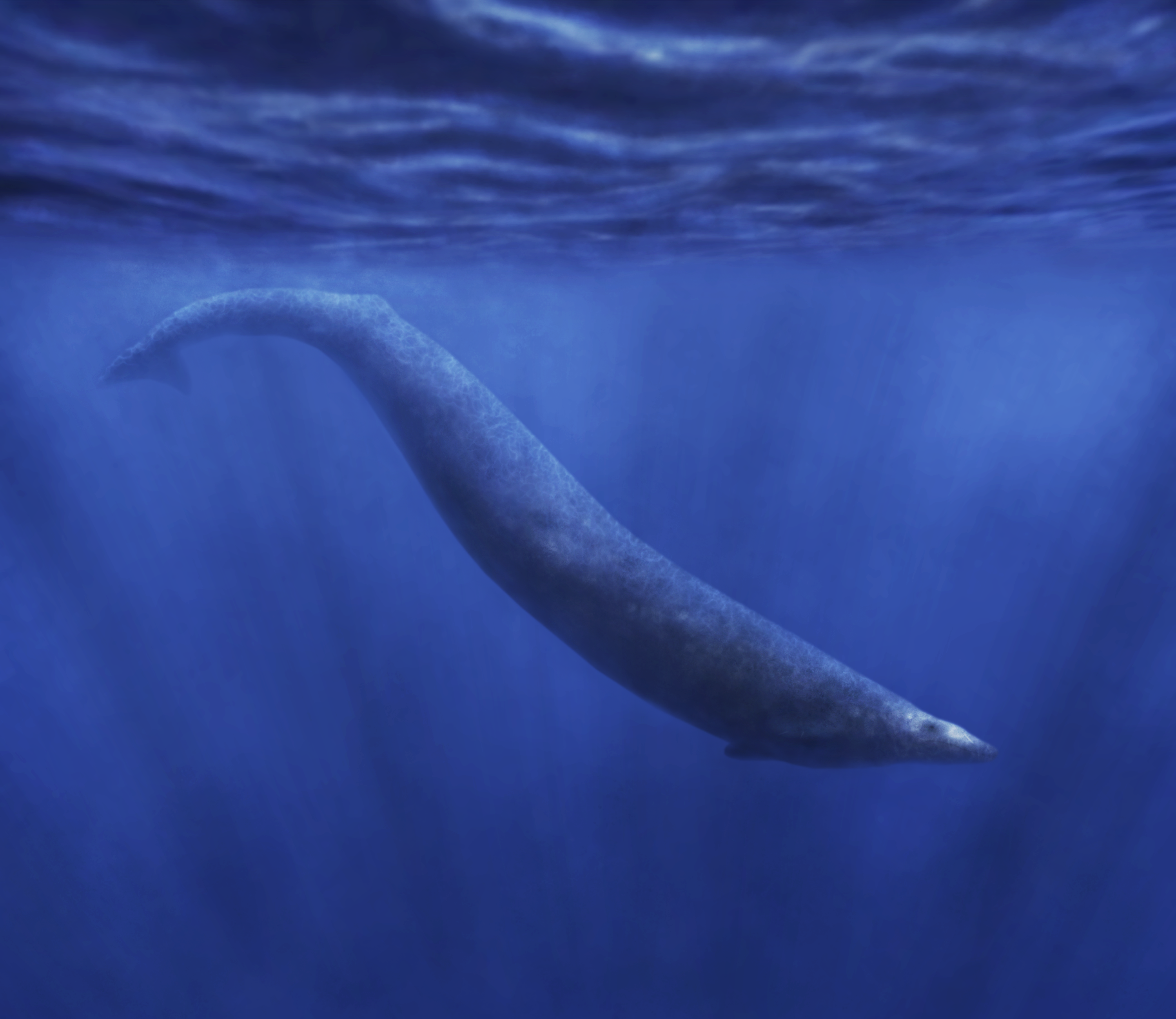
Basilosaurus fue uno de los primeros cetáceos, relacionado con las ballenas modernas.

La época del Paleoceno comenzó con el episodio de extinción K – Pg, y la primera parte del Paleoceno vio la recuperación de la Tierra de ese acontecimiento. Los continentes comenzaron a tomar sus formas modernas, pero la mayoría de los continentes (y la India) permanecieron separados entre sí: África y Eurasia fueron separadas por el Mar de Tetis, y las Américas fueron separadas por el estrecho de Panamá, como el Istmo de Panamá no se había formado aún. Esta época presentó una tendencia general de calentamiento, y las primeras selvas moderna se expandieron, llegando finalmente a los polos. Los océanos estaban dominados por tiburones, ya que los grandes reptiles que una vez gobernaron se habían extinguido. Los mamíferos se diversificaron rápidamente, pero la mayoría siguió siendo pequeña. Los carnívoros tetrápodos más grandes durante el Paleoceno fueron los reptiles, incluidos los crocodiliformes, coristoderanos y serpientes. Titanoboa, la serpiente más grande conocida, vivió en América del Sur durante el Paleoceno.
La época del Eoceno osciló entre 56 y 34 millones de años atrás. En el Eoceno temprano, la mayoría de los mamíferos terrestres eran pequeños y vivían en junglas estrechas, al igual que en el Paleoceno. Entre ellos se encontraban los primeros primates, ballenas y caballos, junto con muchas otras formas tempranas de mamíferos. El clima era cálido y húmedo, con poco gradiente de temperatura de polo a polo. En la época del Eoceno medio, se formó la corriente circun-antártica entre Australia y la Antártida, que interrumpió las corrientes oceánicas en todo el mundo, lo que provocó un enfriamiento global y la reducción de las selvas. Las formas más modernas de mamíferos continuaron diversificándose con el clima frío incluso cuando las formas más arcaicas se extinguieron. Al final del Eoceno, ballenas como Basilosaurusse habían vuelto completamente acuáticas. La época del Eoceno tardío vio el renacimiento de las estaciones, lo que provocó la expansión de áreas similares a sabanas con los primeros pastizales sustanciales. En la transición entre las épocas del Eoceno y el Oligoceno hubo una extinción significativa, cuya causa se debate.
La época del Oligoceno se extiende desde hace 34 millones hasta 23 millones de años. El Oligoceno fue un importante período de transición entre el mundo tropical del Eoceno y ecosistemas más modernos. Este período presentó una expansión global de la hierba que llevó a muchas nuevas especies que se aprovecharon, incluidos los primeros elefantes, gatos, perros, marsupiales y muchas otras especies que aún prevalecen en la actualidad. Muchas otras especies de plantas también evolucionaron durante esta época, como los árboles de hoja perenne. El enfriamiento a largo plazo continuó y se establecieron patrones de lluvia estacional. Los mamíferos continuaron creciendo. Paraceratherium, uno de los mamíferos terrestres más grandes que jamás haya vivido, evolucionó durante esta época, junto con muchos otros perisodáctilos.

#### Período Neógeno
El Neógeno se extiende desde hace 23,03 millones a 2,58 millones de años. Presenta dos épocas: el Mioceno y el Plioceno.
El Mioceno se extiende desde hace 23,03 millones a 5.333 millones de años y es un período en el que la hierba se extendió más allá, dominando efectivamente una gran parte del mundo, disminuyendo los bosques en el proceso. Los bosques de algas marinas evolucionaron, lo que condujo a la evolución de nuevas especies, como las nutrias marinas. Durante este tiempo, los perisodáctilos prosperaron y evolucionaron en muchas variedades diferentes. Junto a ellos estaban los simios, que evolucionaron a 30 especies. En general, las tierras áridas y montañosas dominaban la mayor parte del mundo, al igual que los pastores. El Mar de Tetis finalmente se cerró con la creación de la Península arábiga y a su paso dejó los mares Negro, Rojo, Mediterráneo y Caspio. Esto solo aumentó la aridez. Muchas plantas nuevas evolucionaron y el 95% de las plantas con semillas modernas evolucionaron a mediados del Mioceno.
El Plioceno duró desde hace 5.333 millones a 2.58 millones de años. El Plioceno presentó cambios climáticos dramáticos, que finalmente llevaron a especies y plantas modernas. El mar Mediterráneo se secó durante cientos de miles de años en la crisis salina del Messiniense. Junto con estos sucesos geológicos importantes, África vio la aparición de Australopitecus, el antepasado de Homo. Se formó el istmo de Panamá y los animales migraron entre América del Norte y del Sur, causando estragos en la ecología local. Los cambios climáticos trajeron sabanas que aún continúan extendiéndose por todo el mundo, monzones indios, desiertos en el este de Asia y los inicios del desierto del Sahara. Los continentes y mares de la Tierra adoptaron sus formas actuales. El mapa del mundo no ha cambiado mucho desde entonces, salvo por los cambios provocados por las glaciaciones del Cuaternario, como los Grandes Lagos.

#### Período Cuaternario

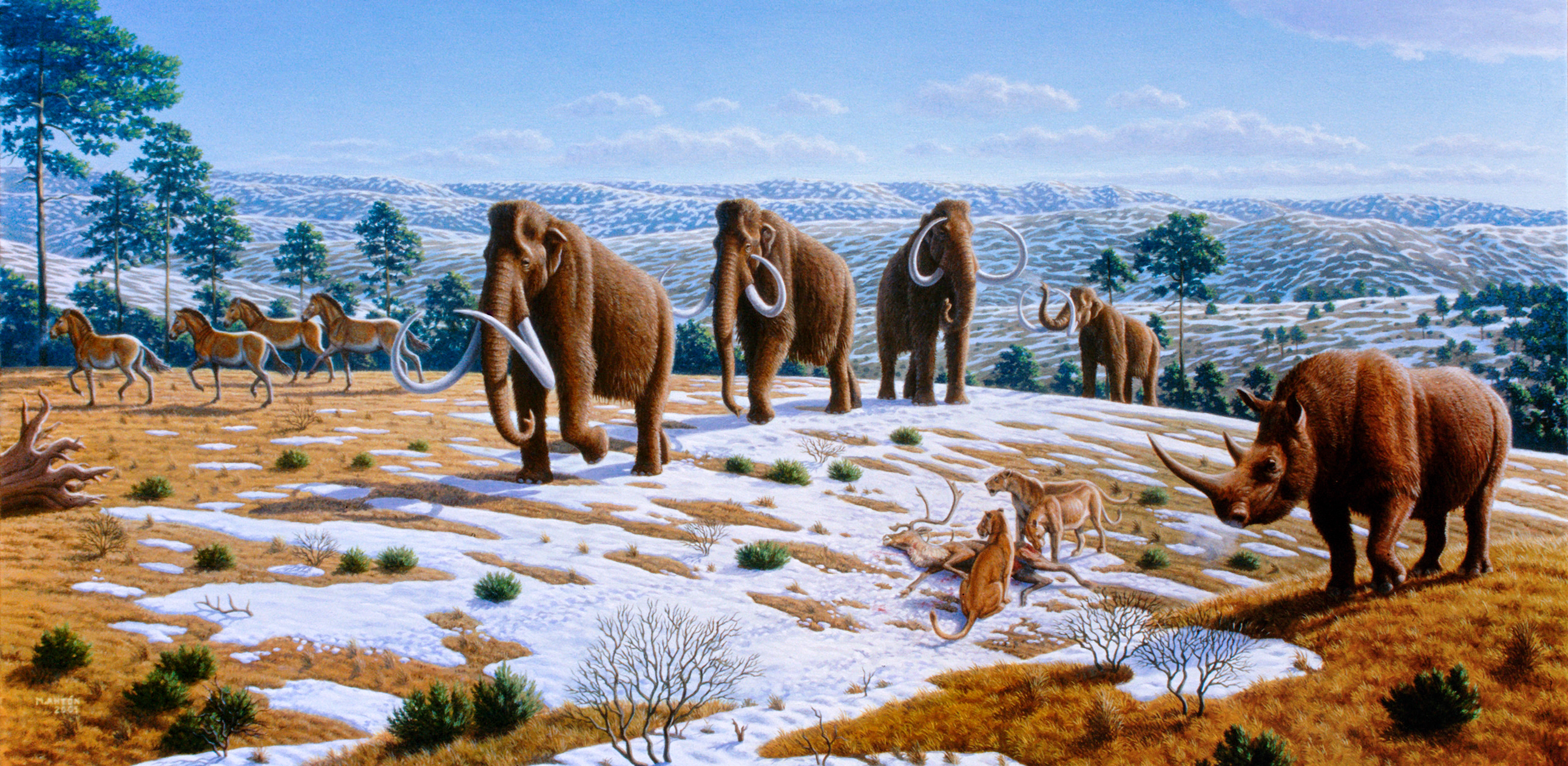
Megafauna del Pleistoceno (mamuts, leones cavernarios, rinocerontes lanudos, renos, caballos).

El Cuaternario se extiende desde hace 2,58 millones de años hasta la actualidad, y es el período geológico más corto del Eón Fanerozoico. Presenta animales modernos y cambios dramáticos en el clima. Se divide en dos épocas: el Pleistoceno y el Holoceno.
El Pleistoceno duró desde hace 2,58 millones a 11,700 años. Esta época estuvo marcada por una serie de períodos glaciares (edades de hielo) como resultado de la tendencia de enfriamiento que comenzó en el Eoceno medio. Hubo numerosos períodos de glaciación separados marcados por el avance de los casquetes polares hasta los 40 grados de latitud norte en las zonas montañosas. Mientras tanto, África experimentó una tendencia a la desecación que resultó en la creación de los desiertos del Sahara, Namib y Kalahari. Los mamuts, los perezosos terrestres gigantes, los lobos terribles, los gatos con dientes de sable y los humanos fueron comunes y generalizados durante el Pleistoceno. A medida que el Pleistoceno se acercaba a su fin, una gran extinción acabó con gran parte de la megafauna del mundo. Todos los continentes se vieron afectados, pero África se vio afectada en menor medida. Ese continente conservaba muchos animales grandes, como elefantes, rinocerontes e hipopótamos. Se debate hasta qué punto el Homo sapiens estuvo involucrado en esta extinción o fue resultado de una combinación de causas.
El Holoceno comenzó hace 11 700 años y dura hasta nuestros días. Toda la historia registrada y la «historia humana» se encuentra dentro de los límites de la época del Holoceno. Se culpa a la actividad humana de una extinción masiva en curso que comenzó hace aproximadamente 10,000 años, aunque las especies que se extinguieron solo se han registrado desde la Revolución Industrial. Esto a veces se conoce como la «sexta extinción». Cientos de especies se han extinguido debido a la actividad humana desde la Revolución Industrial.

## Vida

Biodiversidad de géneros durante el Fanerozoico ilustrada por el registro estratigráfico de 36 380 géneros marinos

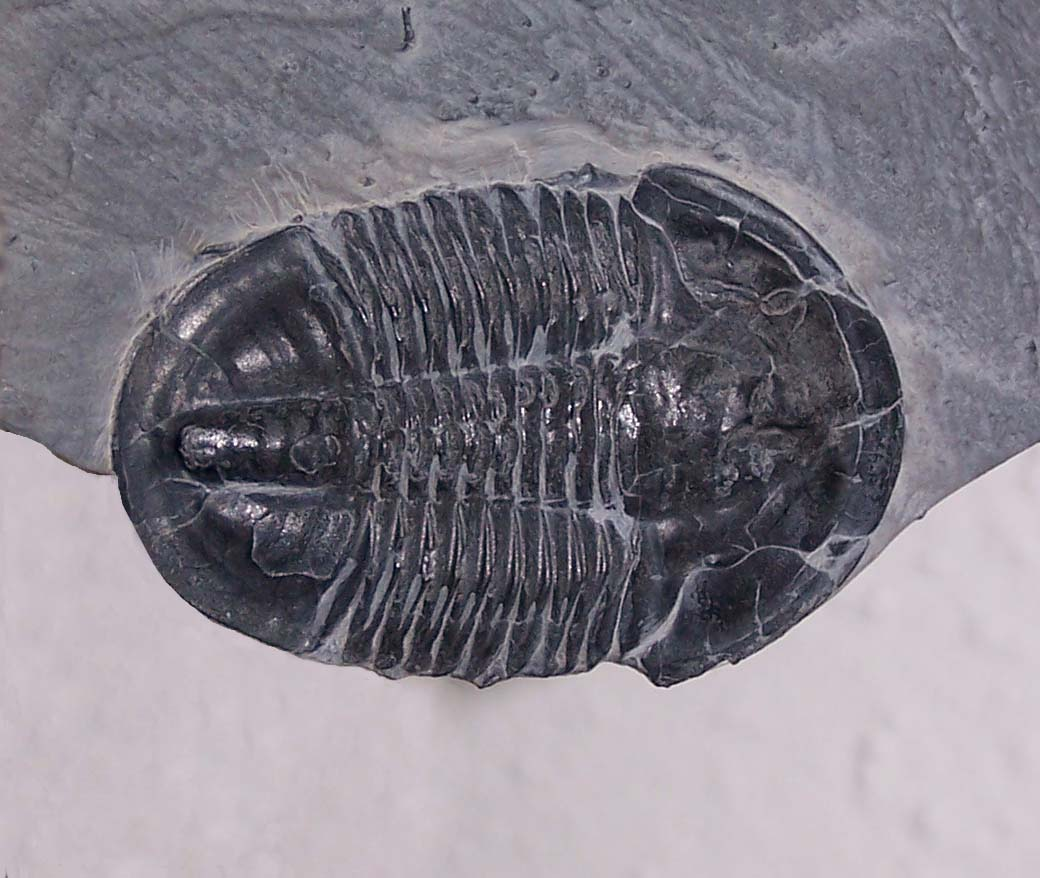
Asaphiscus wheelerii, un trilobites.

El límite entre el Precámbrico y el eón Fanerozoico se fijó en el siglo XIX en el punto en el que comienza a haber una abundante cantidad de metazoos fósiles. Sin embargo, varios cientos de taxones de metazoos se han identificado en el Proterozoico a partir de la década de 1950. La mayoría de los geólogos y paleontólogos fijan actualmente la transición en uno de los siguientes puntos: el punto en el que aparecen los primeros trilobites y arqueociatos, en el punto en el que aparece el Icnofósil Trichophycus pedum, o bien en el punto de la primera aparición de los «pequeños fósiles con concha», un grupo de animales pequeños, por lo general acorazados y no articulados. Los tres puntos difieren en unos pocos millones de años entre sí.
En el Fanerozoico se produce la rápida aparición y diversificación de una serie de filos animales, la aparición de las plantas terrestres y la aparición de los peces y de los animales terrestres.

## Biodiversidad
Durante el Fanerozoico, la biodiversidad muestra un aumento general, pero no monótono. 
Se ha demostrado que los cambios en la biodiversidad a través del Fanerozoico se relacionan mucho mejor con el modelo hiperbólico (ampliamente utilizado en demografía y microsociología ) que con los modelos exponenciales y logísticos (utilizados tradicionalmente en biología de poblaciones y ampliamente aplicado también a la biodiversidad del pasado). Los últimos modelos implican que los cambios en la diversidad están guiados por una retroalimentación positiva de primer orden (más antepasados, más descendientes) o una retroalimentación negativa que surge de la limitación de recursos, o ambos. El modelo hiperbólico implica una retroalimentación positiva de segundo orden. El patrón hiperbólico del  crecimiento de la población humana surge de la retroalimentación positiva cuadrática, causada por la interacción del tamaño de la población y la tasa de crecimiento tecnológico. El carácter del crecimiento de la biodiversidad en el Eón Fanerozoico se puede explicar de manera similar por una retroalimentación entre la diversidad y la complejidad de la estructura de la comunidad. Se ha sugerido que la similitud entre las curvas de biodiversidad y población humana probablemente se deba al hecho de que ambas se derivan de la superposición en la tendencia hiperbólica de dinámicas cíclicas y aleatorias.